# ポパイ

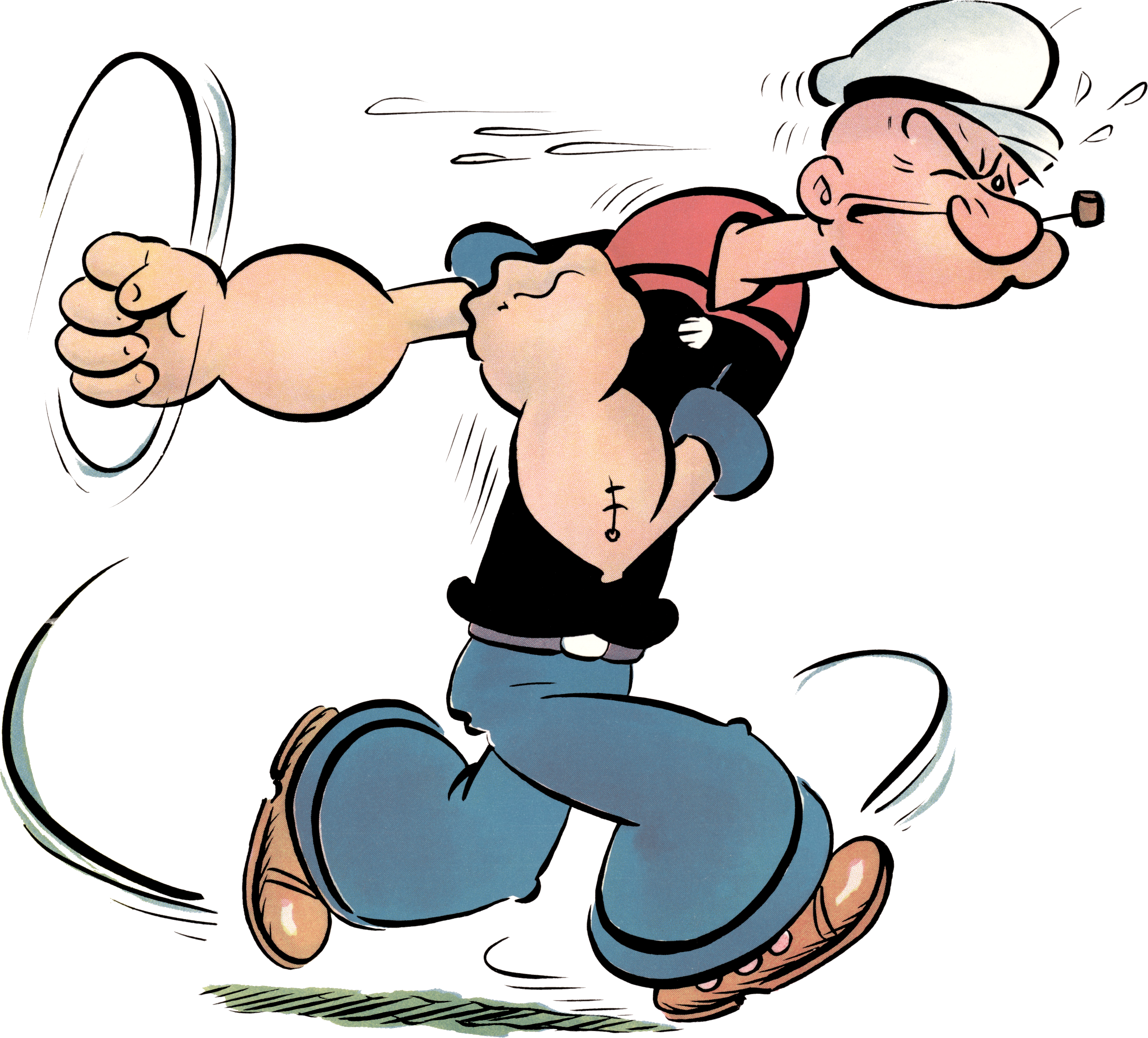
腕まくりをするポパイ

ポパイ（Popeye）は、アメリカ合衆国の漫画家エルジー・クリスラー・シーガーによるコミック・ストリップ、カートゥーン作品、及びその代表的な登場キャラクターの1人で、架空の人物である。職業は作品によって水兵であったり船乗りであったりする。漫画を原作として映画、テレビアニメ化などもされている。

## 内容

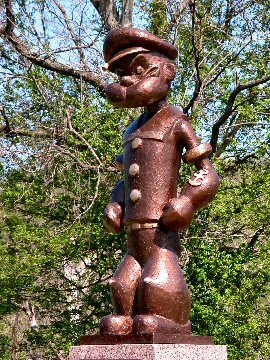
ポパイ像 - イリノイ州チェスター

ポパイは、1919年から新聞紙ニューヨーク ジャーナルで掲載されていたエルジー・クリスラー・シーガー（Elzie Crisler Segar）の3作品目の漫画『シンブル・シアター（Thimble Theatre）』に、1929年1月17日（掲載から約10年後）に登場した脇役であった。初期は主人公ハム・グレイヴィ（Ham Gravy）とその恋人オリーブ・オイル（Olive Oyl）、オリーブの兄カスター・オイル（Castor Oyl）が中心の4コマ漫画のようにコマでオチを付けるギャグ・ア・デイ形式のギャグ漫画だった。

オリーブ達よりも10年遅れて登場したポパイは一度きりの端役のはずであったが、何をやっても死なない不死身な個性から一躍人気キャラクターとなり、ハムの主役の座とその恋人オリーブを瞬く間に奪い去ってしまった。1930年代に入ると、同作の短編アニメ映画がフライシャー・スタジオによって次々と制作されるようになった。今日知られるポパイはこのアニメ版と言ってよい。

ポパイ像

物語は、ほうれん草を食べると超人的パワーを出すセーラー服姿の小男ポパイと、その恋人オリーブ、そしてポパイの天敵である大男ブルート（ブルータス）の三人をめぐるコメディである。時々物語の舞台が西部劇や中近東などのシチュエーションになったり、他の物語、映画などのパロディになったりする事もある。その場合にはそれに適した役回りを演じることもある。
ポパイはほうれん草を食べることで瞬時に超人的なパワーを授かるというのがアニメでは定番となった。これによって大衆のほうれん草の消費量が増え、野菜を嫌って食べない子どももほうれん草を食べるようになったという影響があった。「ヘラクレスとほうれん草（Greek Mirthology）」（1954）では、当初ポパイの先祖はにんにくの匂いを嗅いで力を出していたが、ブルートに除草剤のような液体をかけられ匂いがなくなったにんにくの代わりにほうれん草を食べたところ、にんにくの匂いを嗅いだ時以上の力を発揮し、以後ほうれん草を食べるようになったという説もある。
1960年代には初めてテレビアニメシリーズが制作され、1970年代にも、ハンナ・バーベラ・プロダクションの手によって新作のテレビアニメが制作された。1970年代頃には、ポパイそのものがほうれん草のあだ名にもなった。1980年に監督にロバート・アルトマン、主役のポパイにロビン・ウィリアムズを起用しアメリカで実写映画化。2004年、ポパイ誕生75周年を機にポパイの3DCGアニメがアメリカで放映された。2009年12月8日、エルジー・クリスラー・シーガー生誕115年を記念してGoogleのロゴに登場した（画像）。また、ソニー・ピクチャーズ アニメーションより3Dアニメの映画化が発表され、2014年のテスト映像公開時には2016年公開予定としていたが、2024年時点で続報はない。

## 著作権・商標権
ハースト・コーポレーションのキング・フィーチャーズ・シンジケートにより著作権が管理、運用されている。初期作品は一話完結形式であったことから、米国司法による判断では著作権については保護期間が満了しており、キャラクターグッズなどの商品化、または二次創作については、著作権満了した作品からの引用であれば許可を得ずに製作することが可能。ただし、ポパイのタイトル、タイトルロゴ、および各キャラクター名はキング・フィーチャーズ・シンジケートが商標登録しているので、許可なくロゴを入れたり名前を記述に入れたりすることができない。したがって、司法判断前に作られたゲームソフト「ポパイ」には「©1982 KING FEATURES SYNDICATE, INC.」の表示があるが、司法判断後に作られたパチンコ「CRポパイ」およびパチスロ「ポパイ」には「® Hearst Holdings, Inc. Licensed by King Features Syndicate, Inc.」と表示されている。
アニメのうち、フライシャー・スタジオ（1933～42）、フェイマス・スタジオ（1942～57）の製作分は、アソシエイテッド・アーティスツ・プロダクション (a.a.p.) によって買収され、現在、ワーナー・ブラザースから正規版DVDが発売されている。また、一部の作品は倒産と版権不継承によってパブリックドメインとなった作品が多く、廉価版DVDとして流通している。
2025年、パブリックドメインとなった。

## 日本での評価
日本でも、1959年から1965年までTBS『不二家の時間』（不二家一社提供枠）で放映されたテレビアニメは最高視聴率33.7%を記録した。途中で1962年4月3日から9月30日までNHK総合にて6分の短編アニメ『まんが「鉄腕ポパイ」』というタイトルで毎日17:54 - 18:00に放映し、1968年にはフジテレビで土曜18時00分 - 18時15分 に放送された、後から1980年6月30日から同年8月28日まで東京12チャンネル（現：テレビ東京）で『まんがポパイ』というタイトルで、平日と19:15 - 19:30に放送され、1980年8月25日から1984年7月27日までに再びNHK総合にて70年代のハンナ=バーベラ版を毎日18:25 - 18:40に放映していた。
1990年代後半 にはCS放送のカートゥーン ネットワークで放送。以来10年近くに渡って時間帯を変えながら放映を続けてきたが、HD放送に伴い終了した。
同じCS放送のキッズステーションでは1998年7月18日 土曜12時00分 - 13時00分に"ポパイの魔法のランプ"を初放送。
日本への紹介は早く、戦前の雑誌『新青年』で漫画の翻訳が掲載されている。また戦時中の漫画でもアメリカ海軍に見立てたブルートを日本兵が倒すというものがある。『エノケンの孫悟空』(昭和15年作品）でエノケン扮する孫悟空がポパイのテーマ曲をバックに中村メイコからほうれん草をもらいたちまち元気になるシーンがあったり、笠置シヅ子のヒット曲『買物ブギー』（昭和25年）の歌詞の中に「ポパイのお好きなほうれん草」というフレーズがあったりする。TBS版アニメ放送中は、森田拳次によってコミカライズ版が『少年画報』（少年画報社）に連載、また1960年には小学館の学習雑誌「小学一年生」で、アニメスポンサー・不二家のキャラクター「ポコちゃん」がポパイに扮するコラボ漫画『ぽぱいのぽこちゃん→ポパイのポコちゃん』が連載、ペコちゃんも登場した。『ポパイ』の名は社名や店名などでも数多く採用されており、特に業務用ソースなどを製造・販売しているポパイ食品工業は、ロゴマークにほうれん草を模っていた。
登場人物であるポパイ、オリーブ、ブルート（ブルータス）の名前はそれぞれ、「POPEYE」「Olive」「BRUTUS」としてマガジンハウスから発行された若者向けの代表的な雑誌の名前に採用されている。
1969年には阪急ブレーブスのウインドブレーカーに、勇者の冑を着けたポパイのイラストが登場したが、版権元から「使用許諾を得ていない」とクレームがついたため、たった2日でお蔵入りとなった。1978年、日本のバンド「スピニッヂ・パワー」がテーマ曲をディスコ調にアレンジした『ポパイ・ザ・セーラーマン』を発表、40万枚のヒットとなった。同年公開の東映映画『皮ジャン反抗族』（舘ひろし主演、長谷部安春監督）では、挿入歌として使われている。また、日本の大学野球では立教大学の応援歌として使用され、日本の高校野球でも応援歌の定番曲としてよく使用されている。このほか、アメリカンフットボールでは京都大学ギャングスターズの応援スタイルがポパイをメインテーマとしており、「チアポパイ」と「オリーブマーチ」が中心で、ほかにもポパイに関連した曲が演奏されている。
日本航空では「JALスキーツアー北海道キャンペーン」のキャラクターにも起用された。（1984年まで）
1976年にイカリソースのCMキャラクターに起用された。1994年に味の素のCMキャラクターに起用された。2020年に「AJINOMOTO オリーブオイル」のテレビCMにおいて、大野智がポパイに扮した。
1981年に放送された仮面ライダースーパー1では、第38話「危い！冷蔵庫怪人の中に入るな！！」でユートピアン知事に変身した幽霊博士がユートピアンでの暮らしぶりを紹介するシーンでベッドに書かれたポパイという文字を読む謎の音声が入る。
1982年に任天堂からアーケードゲーム、ゲーム&ウオッチ、ファミリーコンピュータ用アクションゲームとして同名の『ポパイ (任天堂)』が、1983年12月にファミコン用教育ソフト『ポパイの英語遊び』がリリースされた。
1988年にスズキから発売している軽自動車『アルトワークス』のCMキャラクターにポパイが起用された。2004年に日野自動車から発売している小型トラック『デュトロ』のCMキャラクターにポパイが起用された。
1994年にテクノスジャパンからスーパーファミコン用アクションゲーム『ポパイ いじわる魔女シーハッグの巻』がリリースされた。
2005年にサミーからポパイのパチスロ機が登場し、全国のパチンコ店に設置された。
ユニバーサル・スタジオ・ジャパンではポパイがエントランス（入り口）でグリーティングを行っている。

## 戦争とポパイ

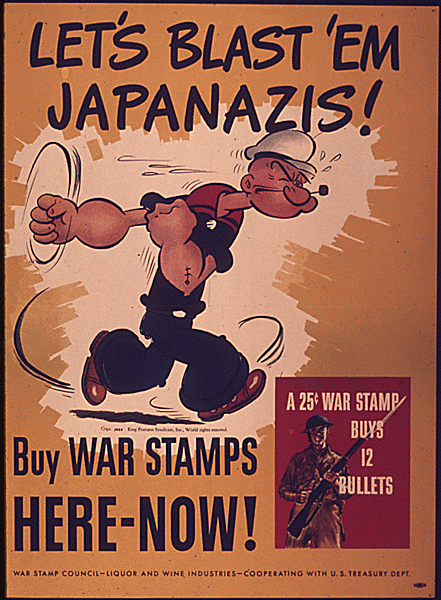
太平洋戦争中にはアメリカ政府により、反日プロパガンダとしても使用された。

第二次世界大戦が始まると、ポパイが枢軸国軍と戦うプロパガンダ映画がフェイマス・スタジオ制作分で何種類か作られた。例えば1942年の『You're a Sap, Mr. Jap』（あんたは間抜け、ミスター・ジャップ）では、ポパイが大日本帝国海軍の戦艦を破壊するが、登場する日本人はいずれも眼鏡、出っ歯などのステレオタイプ的な要素を強調して醜く描かれている。同年制作のポパイと日本の工作艦の乗組員達との攻防を描いた『Scrap the Japs』(ジャップをスクラップにせよ)も日本人は同様のイメージである｡1943年の『Spinach Fer Britain』（対英ほうれん草輸送）では、無制限潜水艦作戦を展開するナチス・ドイツ海軍の潜水艦（Uボート）と戦う。登場するドイツ兵は全員がちょび髭で、事ある毎にナチス式敬礼をして「ハイル・ヒトラー」と叫ぶなど滑稽な存在として描かれている。同年の『Seein' Red, White 'N' Blue』（星条旗を見よ）も、海軍に志願したポパイとブルートが協力して大日本帝国軍のスパイを一掃するという内容で、クライマックスではアンクル・サムの拳が昭和天皇やアドルフ・ヒトラーを殴り飛ばすシーンもあった。相手側の日本にもポパイは知られており、1945年の桃太郎 海の神兵には、投降する彼そっくりな敵兵が登場するシーンがあった。

## 登場人物
ポパイ（Popeye）
本作の主人公。カリフォルニア州サンタモニカ出身、一人称「俺」。年齢は34歳。水兵（船乗り）のセーラー服姿でいつも口にパイプを銜えている、ひしゃげた顔の小男。両腕には錨の形の入れ墨をしている。普段は温厚かつお人好しであり、子供（特にポパイに似た四つ子の甥）に対する面倒見もいい。反面、美人に弱くだらしない一面を見せることもある。喧嘩が強く腕っ節が自慢だが、ブルートと正面からの殴り合いでは圧倒されることも多い。恋人オリーブを巡ってブルートといつも騒ぎを起こし、最初は自力で対応しようとするが、物語が終盤に近づいていよいよ危機的状況になると、缶詰に入ったほうれん草を食べて超人的なパワーを生み出し、ブルートをやっつける。ほとんどの場合、缶詰は缶きりを使わず、握り潰して開封し、ほうれん草を流し食いする。地面にほうれん草の種をまき、見る見る成長したほうれん草をちぎって食べたり、わかめを食べても超人的な力を発揮する場合がある（ポパイ曰く、「ワカメは海のほうれん草」）。自分で食べるだけでなく、おんぼろ自動車のガソリンにほうれん草を混ぜて超パワーを出したり、悪役に食べさせて獲得させた超パワーを逆手に取って倒すなどの応用を見せることもある。あるエピソードではほうれん草を自家栽培している姿も描かれている。
水兵（船乗り）以外にも、ボクサー、消防士、野球選手、アニメーター、登山家、保安官、冒険家、タクシードライバー、芸術家、木こり、私立探偵、レーサー、パイロット、映画俳優、配管工、食堂の経営など、様々な仕事をこなしている。
服装は原作及びフライシャー・スタジオの中盤までは、いかにも船乗りらしい黒いセーラー服だったが、ポパイがアメリカ海軍に入隊する作品「ポパイの海軍入隊（The Mighty Navy）」（1941）以来は、海軍の制服である白いセーラー服を度々着用するようになり、フェイマス・スタジオでのポパイは白いセーラー服が定着している。そしてセーラー服以外の服を着用する時は必ず、セーラー帽をかぶることがある。性格は原作やフライシャー・スタジオ時代では、野性味がある荒っぽい一面が目立っていたが、フェイマス・スタジオに変わってからは性格が都会的になり、フライシャー・スタジオ時代と比べて、かなり穏やかになった。困った時の口癖は「わぉ！なんてこったい!」。初代声優の浦野によると、TBS時代に翻訳を担当した平井イサクが訳しにくいスラング等をほぼ全て「わぉ！なんてこったい！」に統一してしまったのがポパイの決め台詞として定着していったとの事。
オリーブ・オイル（Olive Oyl）
ポパイの恋人。ニューヨーク州ニューヨーク出身、年齢は29歳。痩せっぽちで決して美人とはいえない（フェイマス・スタジオ版では、そのエピソードで初対面設定のブルートやポパイが「大変な美人」と一目惚れするシーンも多い）が、牧場や店を興したりなどして自活しているしっかり者の女性。気が強いところもあり、ポパイがだらしない態度をとるとブルートへ浮気に走ることもあるが最終的にポパイのところに戻ることが多い。二人に振り回されて痛い目によくあう。彼女も缶詰のほうれん草を食べるとパワーが出せ、ポパイの代わりに危機的状況を打開したこともある。新シリーズではブルートに浮気する描写がほとんどなくなった。
ブルート / ブルータス（Bluto / Brutus）
ポパイの同僚の水兵で恋敵。カリフォルニア州ハリウッド出身、年齢は36歳。身長2メートルを越すヒゲ面の大男。ポパイ以上の腕っ節の強さを持つ。強引で手加減知らずの乱暴な性格だが悪知恵だけは働き、力押しが通用しない相手には搦め手で出し抜こうとする。物語冒頭ではポパイと仲良くしている事が多いが、オリーブに惚れており、ポパイから何とか奪い取ろうと画策しすぐに喧嘩を始める。最初はお人よしのポパイを騙して出し抜いたり、腕力で圧倒して危機的状況に陥れることが多いが、最後には必ずほうれん草を食べたポパイにやられている。容姿が似た別の悪役が彼のポジションを担うこともあり、女性役で出た回はポパイを自分のものにしようとしてオリーブにやられた。
定番の悪役だが根っからの悪人ではなく、時々、ポパイと協力して彼以外の悪役キャラクターに立ち向かう場面も見せている。ポパイとオリーブと同様、彼も缶詰のほうれん草を食べるとパワーが出せ、ポパイに気付かない内に食べさせられて超パワーを扱いきれず自滅したり、ポパイとの共闘時に食べて危機的状況を打開したこともあるが、新シリーズではほうれん草が嫌いという設定になった。
ウィンピー（Wimpy）
太った中年男性。無類のハンバーガー好きで、いつも片手に食べかけのハンバーガーを持ち歩いている。ハンバーガー欲しさにポパイに金をせびる事も。本名はJ.ウェリントン・ウィンピー（J. Wellington Wimpy）。ポパイと同じく、カリフォルニア州サンタモニカ出身、年齢は34歳。彼の名にちなんだハンバーガーチェーン「ウインピー」が存在する。
スウィーピー（Swee'Pea）
ポパイが「養子にした」という ませた赤ん坊。かなり賢く、言葉を話す。時折目を放した隙に危険な場所へ出歩き、騒動を起こしてはポパイ達を困らせている。実はデモニア国の皇太子という設定。
1980年実写映画版の設定では、スイートヘヴンの港町で暮らす老婆の家で育てられており、捨てられる直前は家でベビードレスを着せられ、頭にベビーボンネットをかぶせたあと、おくるみにくるんでクッションが入ったクーハンに入れて寝かせつけられ、寝てる間にベビードレスの胸元にピンセットで手紙がつけられ、哺乳瓶、がらがらも添えられた後、ふたで閉じられてしまう。その夜、オリーブのバスケットとすり替えられてしまい、事実上「捨て子」となってしまう。目が覚めた時は真っ暗で、クーハンのふたを開けようとするが、外側から閉じられており、なかなか開かなかった。それでも必死に開けてもらうようにがらがらを鳴らし続けていた。この後、ポパイが開けたとたんに手を出した時に目が合い、ポパイとオリーブと対面することになる。ポパイがベビードレスの胸元についていた手紙を読み、育ての老婆が病弱の為に育児が出来なくなってしまい赤ん坊を手放すことを知った時はあまりの悲しさに号泣した。その後はポパイやオリーブに拾われ、無事に育てられることになる。
ジープ（Jeep、Eugene the Jeep）
犬に似たミステリアスな動物。超能力を持っており、瞬間移動や予言をしたりする。第2次世界大戦時にアメリカが開発した4輪駆動車「ジープ」の名は、ここから採られたという説もある。英語版では本名「ユージーン・ザ・ジープ（ジープのユージーン）」。
プープデック・パピー（Poopdeck Pappy）
ずっと昔にポパイを捨てたというポパイの父。性格はポパイと正反対。「おじいちゃんポパイ（With Poopdeck Pappy）」（1940）でのポパイの台詞によると、年齢は99歳。
海の魔女シーハッグ（The Sea Hag）
海に棲んでいる魔女。ブルートと同じく敵役的な存在。いじわるな魔法を使って、ポパイたちを困らせようとしている。
バーナード（Vulture）
シーハッグが飼っている、巨大なハゲタカ。
パパイ・ピパイ・プパイ・ペパイ（Pupeye、Peepeye、Poopeye、Pipeye）
アニメオリジナルキャラクター。ポパイの甥。度々ポパイを困らせている。彼等もほうれん草を食べると超人的なパワーを出せる。
アリス（Alice the Goon）
腕とすねが毛深い乱暴者の大女。ポパイのことが好き。
ショーティー（Shorty）
アニメオリジナルキャラクター。ポパイの海軍時代の友人で背が低く、丸眼鏡をかけている。

### 日本語吹き替え
※短編アニメなどでの担当声優を記載。長編での声優についてはそれぞれの項目を参照。
| 媒体                          | ポパイ     | オリーブ              | ブルート / ブルータス | ウィンピー      |
| ----------------------------- | ---------- | --------------------- | --------------------- | --------------- |
| テレビ（TBS）                 | 浦野光     | 京田尚子              | 熊倉一雄              | 明石一          |
| テレビ（NHK）                 | 高松しげお | 山本嘉子              | 小松方正              | ？              |
| VHS（大陸書房版）             | 緒方賢一   | 深見梨加              | 内海賢二              | 原田一夫 槐柳二 |
| VHS（DRS版）                  | 肝付兼太   | すがのえみこ          | 川村拓央              | 波多野和俊      |
| VHS・LD（ハミングバード版）   | 浦野光     | 山村美智子 篠塚まゆみ | 内海賢二              | 上田敏也        |
| VHS（徳間ジャパン版）         | 浦野光     | 京田尚子              | 玄田哲章              | 小室正幸        |
| VHS（パック・イン・ビデオ版） | 浦野光     | 京田尚子              | 玄田哲章              |                 |
| DVD（IVC版）                  | 長島雄一   | 水谷優子              | 島香裕                | 鈴木勝美        |
| パチスロ ポパイ               | 高木渉     | 三石琴乃              | 郷里大輔              |                 |
| パチスロ ポパイ・ブリッド     | 長島雄一   | 三石琴乃              | 郷里大輔              |                 |

- スウィーピー：かないみか（ハミングバード版） / 冨永みーな（徳間ジャパン版）
- プープデック・パピー：野本礼三（大陸書房版）
- シーハッグ：熊倉一雄

## 作品リスト

### TBSテレビ放送分
判明分
| サブタイトル                        | 原題                       | 日本放送日    |
| ----------------------------------- | -------------------------- | ------------- |
| ポパイの空中戦???                   | ???                        | 1962年7月1日  |
| ポパイと原始人あやつり人形恋騒動??? | Caveman Capers???          | 1963年7月7日  |
| 赤ちゃん時代の思い出海辺騒動???     | ???                        | 1964年7月5日  |
| ポパイの山の美人                    |                            | 1965年 1月3日 |
| インディアン                        |                            | 1965年 1月3日 |
| 不明                                |                            | 1965年 1月3日 |
| ポパイはお年頃                      |                            | 1月10日       |
| オリーブ・オイルの運転練習          | Wimmin Hadn't Oughta Drive | 1月10日       |
| 不明                                |                            | 1月10日       |
| 電話のいたずら                      |                            | 1月17日       |
| 泣く子に弱い                        |                            | 1月17日       |
| 不明                                |                            | 1月17日       |
| オリーブの大統領                    | Olive Oyl for President    | 1月24日       |
| あしたは結婚式                      | Nearlyweds                 | 1月24日       |
| 不明                                |                            | 1月24日       |
| 裏切られた友情                      |                            | 1月31日       |
| 砂漠の冒険                          |                            | 1月31日       |
| 不明                                |                            | 1月31日       |
| ポパイと魔術師                      | A Balmy Swami              | 2月7日        |
| ポパイと闘牛師                      | Bullfighter Bully          | 2月7日        |
| 不明                                |                            | 2月7日        |
| 火事場の大げんか                    |                            | 2月14日       |
| 助け合い運動                        |                            | 2月14日       |
| カーニバル騒動                      |                            | 2月14日       |
| 飛行レース                          |                            | 2月21日       |
| 赤ちゃん騒動                        |                            | 2月21日       |
| 不明                                |                            | 2月21日       |
| ポパイの親孝行                      |                            | 2月28日       |
| 遊園地騒動                          |                            | 2月28日       |
| 子どもたちの名演奏                  | Riot In Rhythm             | 2月28日       |

### 東京12チャンネル放送分
| 話数 | タイトル                     | 原題                                       | 日本放送日     |
| ---- | ---------------------------- | ------------------------------------------ | -------------- |
| 1    | 赤ちゃんの冒険/?             | Moving Aweigh / ?                          | 1980年 6月30日 |
| 2    | ポパイのシンドバッド         | Popeye the Sailor Meets Sindbad the Sailor | 7月1日         |
| 3    | オリーブとスーパーマン / ?   | She-Sick Sailors / ?                       | 7月2日         |
| 4    | オリーブのお引越し / ?       |                                            | 7月3日         |
| 5    | ポパイとブルートの運送屋 / ? |                                            | 7月7日         |
| 6    | アフリカ探検 / ?             | Safari So Good / ?                         | 7月8日         |
| 7    | ポパイの昼寝 / ?             | Shuteye Popeye / ?                         | 7月9日         |
| 8    | ポパイと山の美人 / ?         |                                            | 7月10日        |
| 9    | ポパイのプロポーズ / ?       |                                            | 7月14日        |
| 10   | ロデオ大会 / ?               | Rodeo Romeo / ?                            | 7月15日        |
| 11   | 家の中は大供水 /?            | Floor Flusher / ?                          | 7月16日        |
| 12   | ポパイとハーキュリー / ?     | Popeye Meets Hercules / ?                  | 7月17日        |
| 13   | とんだ拾い物 / ?             |                                            | 7月21日        |
| 14   | ようこそオリーブ / ?         |                                            | 7月22日        |
| 15   | ポパイのお誕生日 / ?         | Popeye's Mirthday /?                       | 7月23日        |
| 16   | 就職戦争 / ?                 |                                            | 7月24日        |
| 17   | 宝船騒動 / ?                 |                                            | 7月25日        |
| 18   | ポパイと山男 / ?             |                                            | 7月28日        |
| 19   | 撮影見学 / ?                 |                                            | 7月29日        |
| 20   | ほうれん草交響曲 / ?         | Symphony in Spinach / ?                    | 7月30日        |
| 21   | 商売がたき / ?               |                                            | 7月31日        |
| 22   | 犬のお散歩 / ?               |                                            | 8月4日         |
| 23   | ほうれん草は命の恩人 / ?     |                                            | 8月5日         |
| 24   | ポパイはお年寄り / ?         |                                            | 8月6日         |
| 25   | ポパイのカウボーイ / ?       |                                            | 8月7日         |
| 26   | アラビアの魔術師 / ?         | A Balmy Swami / ?                          | 8月11日        |
| 27   | のんきな父さん / ?           |                                            | 8月12日        |
| 28   | ポパイの名シェリフ / ?       | Jeopardy Sheriff /                         | 8月13日        |
| 29   | オリーブは大統領 / ?         | Olive Oyl for President / ?                | 8月14日        |
| 30   | 開けゴマ / ?                 |                                            | 8月18日        |
| 31   | オリーブの婦人警官 / ?       | Cops Is Tops / ?                           | 8月19日        |
| 32   | ほうれん草キラー / ?         |                                            | 8月20日        |
| 33   | 宇宙征服 / ?                 |                                            | 8月21日        |
| 34   | ポパイの追跡 / ?             |                                            | 8月22日        |
| 35   | ポパイの私立探偵 / ?         | Private Eye Popeye / ?                     | 8月25日        |
| 36   | ポパイのお誕生日(再) / ?     | Popeye's Mirthday / ?                      | 8月27日        |
| 37   | 騎士と眠り姫 / ?             | My Fair Olive / ?                          | 8月28日        |

### NHK総合放送分
※ハンナ・バーベラ版を表記
| 話数 | 邦題                                                                                  | 原題                                                                | 日本放送日     |
| ---- | ------------------------------------------------------------------------------------- | ------------------------------------------------------------------- | -------------- |
| 1    | ばらばらマイホーム / スキー大好き                                                     | Building Blockheads / The Ski's the Limit                           | 1980年 8月25日 |
| 2    | クレオパトラの宝探し                                                                  | I Wants Me Mummy                                                    | 8月26日        |
| 3    | ポパイと豆の木 / 遊園地は大さわぎ                                                     | Popeye and the Beanstalk / The Day Silky Went Blozo; Amusement Park | 8月27日        |
| 4    | 夢みる人 / 海底大冒険                                                                 | Popeye the Sleepwalker / A Whale of a Tale                          | 8月28日        |
| 5    | テニスの女王 / 恐竜退治                                                               | Olive's Shining Hour / ?                                            | 8月29日        |
| 6    | オンボロヨット大冒険 / 古城の宝剣                                                     | Popeye Goes Sailing / The Sword of Fitzwilly                        | 1981年 1月1日  |
| 7    | ポンコツ飛行機空中戦 / カサブランカの鷹                                               | ?/Play It Again, Popeye                                             | 1月2日         |
| 8    | 冷たい遺言状 / 沈没船は宝船                                                           | ?/?                                                                 | 1月3日         |
| 9    | 宇宙大戦争 / 魔法のダイヤ                                                             | ?/?                                                                 | 1月4日         |
| 10   | ミスター・ビーチ・コンテスト / 夕日の決闘                                             | ?/?                                                                 | 3月17日        |
| 11   | 水道修理で大洪水 / ディスコ・ダンスで大フィーバー                                     | ?/?                                                                 | 3月18日        |
| 12   | 森の怪人 / 焼肉パーティ火の用心                                                       | ?/?                                                                 | 3月19日        |
| 13   | ヤギのしつけはまかせろ / 大荒れ航海訓練                                               | ?/?                                                                 | 3月20日        |
| 14   | ばらばらマイホーム / スキー大好き                                                     | ?/?                                                                 | 5月9日         |
| 15   | やぶ蚊ブンブン魚釣り / 怪物ブルートシュタイン                                         | ?/?                                                                 | 8月10日        |
| 16   | おっと危ないヨット教室 / シチューはオリーブにおまかせ                                 | ?/?                                                                 | 8月11日        |
| 17   | 海賊プルート / スターは火の中，水の中                                                 | ?/?                                                                 | 8月12日        |
| 18   | ご先祖は古代の王家 / 大あばれ，海の魔女                                               |                                                                     | 8月13日        |
| 19   | 必至の空中ブランコ / ロデオのチャンピオン                                             |                                                                     | 8月14日        |
| 20   | ひや汗スケート教室 / 砂金で成金 / ?                                                   |                                                                     | 8月15日        |
| 21   | ポパイも降参 お達者じいさん / 北極マル秘作戦（前編・後編）                            |                                                                     | 1982年 3月23日 |
| 22   | 大サメ・ジョーズの逆襲 / 天馬 ペガサスを探せ                                          |                                                                     | 3月24日        |
| 23   | 迷作マザーグース / 怪人プラキュラ伯（前編・後編）                                     |                                                                     | 3月25日        |
| 24   | 暴走族退治 / マリー・アントワネットの秘宝（前編・後編）                               |                                                                     | 3月26日        |
| 25   | サンフランシスコ秘密情報 / ハイウェイ建設はわが社で / 地底王国の謎                    |                                                                     | 4月30日        |
| 26   | 税こみで島の宝探し / さっそう，騎兵隊出撃 / ウィーンの森の純金バイオリン              |                                                                     | 5月1日         |
| 27   | 海の男が山でキャンプ / ベネチアの黄金仮面                                             |                                                                     | 5月2日         |
| 28   | 悪霊の森 / 障害レース さつき晴れ / リオの真珠                                         |                                                                     | 5月3日         |
| 29   | プロ野球に天才女性入団 / フットボールは根性だ / 怪力！バレリーナ / 激走！トラック野郎 |                                                                     | 5月4日         |
| 30   | 農場の決闘 / ロデオの王様                                                             |                                                                     | 7月3日         |
| 31   | 人間狩りの島 / 恐怖の航空ショー                                                       |                                                                     | 7月25日        |
| 32   | お楽しみマリン・ショー / ?                                                            |                                                                     | 7月31日        |
| 33   | 地上最強赤ちゃん大会 / 体操選手権ウルトラＣ                                           |                                                                     | 8月21日        |
| 34   | ごきげん ミシシッピーの川下り / 海の王者は誰だ                                        |                                                                     | 8月28日        |
| 35   | 愛の証明 / 不思議なオパール                                                           |                                                                     | 8月29日        |
| 36   | 砂漠の外人部隊 / ローラースケート初体験                                               |                                                                     | 9月15日        |
| 37   | オウムの家出 / マラソンの王者                                                         |                                                                     | 10月11日       |
| 38   | 懐かしのハイスクール / ノッポビル世界一競争                                           |                                                                     | 12月29日       |
| 39   | 幸せを呼ぶコオロギ / 恐怖の幽霊ごっこ                                                 |                                                                     | 12月30日       |
| 40   | 壮烈 大陸横断トラックレース / マッターホーン先陣争い                                  |                                                                     | 12月31日       |
| 41   | ポンコツ自転車レースに優勝 / クイズショー大逆転                                       |                                                                     | 1983年 1月29日 |
| 42   | バレンタイン愛の航海                                                                  |                                                                     | 2月12日        |
| 43   | ペンキ屋早塗り競争 / 眠れる森のオリーブ姫                                             |                                                                     | 2月19日        |
| 44   | リモコン ポパイロボット / 仮装行列 世界一大会                                         |                                                                     | 2月26日        |
| 45   | 頑固ロバ奮回作戦 / 消えたフィルムの謎                                                 |                                                                     | 3月5日         |
| 46   | ケンケンごうごうドッグショー / 幌馬車が行く大西部                                     |                                                                     | 5月1日         |
| 47   | ポパイのロビンフッド / プルート見習い こどものしつけ                                  |                                                                     | 9月15日        |
| 48   | 島の女王 婿探し / 週末はのんびり山小屋で                                              |                                                                     | 9月23日        |
| 49   | アメリカ横断省エネレース                                                              |                                                                     | 10月9日        |
| 50   | アイルランドの秘宝                                                                    |                                                                     | 10月10日       |
| 51   | シェイプアップ健康教室 / なかよし宇宙人がやって来た                                   |                                                                     | 11月3日        |
| 52   | 特訓 女新兵物語 / 仲よし漂流記                                                        |                                                                     | 11月23日       |
| 53   | 80時間世界一周                                                                        |                                                                     | 12月29日       |
| 54   | オリーブのボディビル教室 / 魔女と黒真珠                                               |                                                                     | 12月30日       |
| 55   | チアーリーダーコンテスト / パピイじいさん恋のさやあて                                 |                                                                     | 12月31日       |
| 56   | ジャングルの王者 / アルプスの小羊騒動                                                 |                                                                     | 1984年 1月16日 |
| 57   | スリル満点ヨーロッパツアー / 9回裏逆転大ホームラン                                    |                                                                     | 2月19日        |
| 58   | オズの魔法の国                                                                        |                                                                     | 2月25日        |
| 59   | ライバルラジオ局電波合戦 / スキー場雪とり合戦                                         |                                                                     | 2月26日        |
| 60   | グランドキャニオンの秘密                                                              |                                                                     | 4月21日        |
| 61   | ローマに眠るシーザーの宝                                                              |                                                                     | 7月23日        |
| 62   | クジラ君はお友だち / 王冠の守りは万全                                                 |                                                                     | 7月24日        |
| 63   | 宇宙人大好き / 馬の力くらべコンテスト                                                 |                                                                     | 7月25日        |
| 64   | スペインの純金の牛                                                                    |                                                                     | 7月26日        |
| 65   | シタールの秘密                                                                        |                                                                     | 7月27日        |

## 長編

### ポパイ（1980年実写版）
- 作品名「POPEYE（ポパイ） en:Popeye (film)」
- パラマウント映画とウォルト・ディズニー・プロダクションの共同により製作された実写版映画。ロビン・ウィリアムズが特殊メイクで前腕と脹脛をふくらませポパイに扮し、ブルートと対決する。ロケ地はマルタ島アンカー湾。撮影セットはそのまま「ポパイ・ビレッジ」として残され観光地となっている。

#### スタッフ
- 監督：ロバート・アルトマン
- 脚本：ジュールス・ファイファー
- 制作：C・O・エリクソン
- 制作総指揮：ロバート・エヴァンス
- 日本語字幕：金田文夫

#### キャスト
| 役名                 | 俳優                       | 日本語吹替                                                    | 日本語吹替   |
| 役名                 | 俳優                       | フジテレビ版                                                  | 機内上映版   |
| -------------------- | -------------------------- | ------------------------------------------------------------- | ------------ |
| ポパイ（Popeye）     | ロビン・ウィリアムズ       | いかりや長介                                                  | 内海賢二     |
| オリーブ（Olive）    | シェリー・デュヴァル       | 向井真理子                                                    | 高島雅羅     |
| ブルート（Bluto）    | ポール・L・スミス          | 石田太郎                                                      | 渡部猛       |
| プープデック提督     | レイ・ウォルストン         | 八奈見乗児                                                    | 杉田俊也     |
| ウィンピー（Wimpy）  | ポール・ドゥーリイ         | 上田敏也                                                      | 滝口順平     |
| オリーブのママ       | ロバータ・マクスウェル     | 京田尚子                                                      |              |
| オリーブのパパ       | マッキンタイア・ディクソン | 西川幾雄                                                      | 北村弘一     |
| キャスター           | ドノヴァン・スコット       | 大滝進矢                                                      | 安西正弘     |
| ジージル             | リチャード・リバティーニ   | 村松康雄                                                      | 池田勝       |
| 税金取り             | ドナルド・モファット       | 石井敏郎                                                      | 千田光男     |
| その他               |                            | 江原正士 島田敏 稲葉実 菊池正美 島香裕 吉水慶 藤生聖子 藤夏子 |              |
| 日本語版制作スタッフ |                            |                                                               |              |
| 演出                 |                            | 田島荘三                                                      |              |
| 調整                 |                            | 杉原日出弥                                                    |              |
| 翻訳                 |                            | トランスグローバル                                            |              |
| 制作                 |                            | トランスグローバル                                            |              |
| 初回放送             |                            | 1989年5月20日 『ゴールデン洋画劇場』                          | ディズニーXD |

- バンダイ版から発売されたビデオには字幕スーパーが収録されている（発売日：1989年11月20日、規格品番：LA128V49113、発売元：バンダイ/ウォルト・ディズニー・ビデオ）。

### ポパイの大冒険（2004年長編アニメ）
- 作品名：『Popeye's Voyage：The Quest for Pappy』（邦題：ポパイの大冒険〜海にひそむ謎を追え!〜）。
- 2004年にポパイ誕生75周年を記念して3DCGアニメがアメリカで放映された。アメリカ・カナダの共同製作。日本では2006年にカートゥーン ネットワークで放送された。

#### キャスト
左はオリジナル、右は日本語吹き替えの声優。
ポパイ（Popeye）：声 - ビリー・ウェスト / 山寺宏一
オリーブ（Olive）：声 - タバサ・セント・ジェルマン / 雨蘭咲木子
スウィーピー（Swee Pea）：声 - タバサ・セント・ジェルマン / 松山薫
ブルート（Bluto）：声 - ゲイリー・チョーク / 天田益男
ウィンピー（Wimpy）：声 - サンダース・ホワイティング / 長嶝高士
海の魔女シーハッグ（The Sea Hag）：声 - キャシー・ベイツ / 高乃麗
ポパイの父（Poopdeck Pappy）：声 - ビリー・ウェスト / たてかべ和也

#### スタッフ
- 翻訳 - ?
- 演出 - 工藤美樹[20]。
- 制作 - ブロードメディア

## VHS
ビデオ黎明期の80年代後半に複数のビデオ会社から発売された。

### ハミングバード版
70年代のテレビシリーズをVHS化、80年代にNHKで幾つかのエピソードは放映されていたが、全巻日本未公開エピソードであることが売りで、1989年発売分はオリーブ役を当時フジテレビアナウンサーだった山村美智子が担当していた（翌年発売の「ポパイ2」から篠塚まゆみに交代）。ポパイ役はNHKでは高松しげおが演じていたが、このVHSでは初代の浦野が再登板した。

### 徳間ジャパン版
60年代のテレビシリーズをVHS化、1巻に10話収録。魔女の声は北川智絵が担当した。
- ポパイの宇宙旅行
- 南の海のポパイ
- ポパイのタイムトラベル
- ポパイ大西部をゆく
- ポパイの世界旅行

いずれも1989年11月25日発売

### パック・イン・ビデオ版
ハンナ・バーベラ・プロダクション製作のen:Popeye and SonをVHS化。全7巻。ポパイとオリーブの息子であるジュニア（声：井上瑤）が登場する。

## コンピュータゲーム
- ポパイ（任天堂） - アーケードゲーム
- ポパイの英語遊び（任天堂） - ファミリーコンピュータ
- ポパイ（英語版）（シグマ商事） - ゲームボーイ
- ポパイ2（英語版）（シグマ商事） - ゲームボーイ
- ポパイ いじわる魔女シーハッグの巻（テクノスジャパン） - スーパーファミコン
- ポパイのビーチバレーボール（英語版）（テクノスジャパン） - ゲームギア
- ポパイ（サミー） - パチスロ
- Popeye: Rush for Spinach（ナムコ・ホームテック） - ゲームボーイアドバンス
- Popeye（Sabec） - Nintendo Switch、任天堂版のオマージュ

## 菓子
- ポパイ（明治 (企業)） - チョコスナック菓子